# 中国2010年上海世界博览会冰岛馆
中国2010年上海世界博览会冰岛馆是2010年上海世博会上代表冰岛的展馆，位于世博园区C片区，占地面积500平方米。2008年，冰岛决定参展，总投资2.1亿冰岛克朗（约合164万美元），其中国会拨款1.4亿冰岛克朗（约合109万美元）。冰岛馆的主题是“纯净能源-健康生活”。
冰岛馆的整体类似一个“冰立方”。为了体现冰岛火山的特色，展馆官方还在冰岛的赫克拉火山上采集了500公斤的火山岩石来装饰冰岛馆的外表面。同时，展馆的外墙上还布满了显微镜下观察到的冰晶体图形，以体现冰岛与冰之间有着密不可分的关系。